# Comté de Pope (Arkansas)
Pour les articles homonymes, voir Comté de Pope.
Le comté de Pope est un comté de l'État de l'Arkansas aux États-Unis. Son siège est Russellville. C'est un dry county.

## Histoire

### Histoire contemporaine
Le comté a été fondé, le 2 novembre 1829 et nommé en référence à John Pope, qui en fut le gouverneur territorial.

## Démographie
Au recensement de 2010, il comptait 61 754 habitants[réf. nécessaire]. 
| 1830  | 1840  | 1850  | 1860  | 1870  | 1880   | 1890   | 1900   |
| ----- | ----- | ----- | ----- | ----- | ------ | ------ | ------ |
| 1 483 | 2 850 | 4 710 | 7 883 | 8 386 | 14 322 | 19 458 | 21 715 |

| 1910   | 1920   | 1930   | 1940   | 1950   | 1960   | 1970   | 1980   |
| ------ | ------ | ------ | ------ | ------ | ------ | ------ | ------ |
| 24 527 | 27 153 | 26 547 | 25 682 | 23 291 | 21 177 | 28 607 | 39 021 |

| 1990   | 2000   | 2010   | - | - | - | - | - |
| ------ | ------ | ------ | - | - | - | - | - |
| 45 883 | 54 469 | 61 754 | - | - | - | - | - |